# Колеперело (Фрозиноне)
Колеперело је насеље у Италији у округу Фрозиноне, региону Лацио.
Према процени из 2011. у насељу је живело 107 становника. Насеље се налази на надморској висини од 154 м.